# Polinomio ciclotomico
In matematica, l'{\displaystyle n}-esimo polinomio ciclotomico, per ogni intero positivo {\displaystyle n}, è l'unico polinomio irriducibile a coefficienti interi che divide {\displaystyle z^{n}-1} ma non divide {\displaystyle z^{k}-1} per tutti i {\displaystyle k<n}. Le sue radici sono tutte le radici n-esime primitive dell'unità {\displaystyle e^{2i\pi {\frac {k}{n}}}} con {\displaystyle k} intero positivo minore di {\displaystyle n} e coprimo ad esso. Si può quindi scrivere come:
{\displaystyle \Phi _{n}(z)=\prod _{\stackrel {1\leq k\leq n}{\gcd(k,n)=1}}\left(z-e^{2i\pi {\frac {k}{n}}}\right).}
Alternativamente, può essere definito come il polinomio monico a coefficienti interi che è il polinomio minimo sul campo dei razionali di qualunque radice n-esime primitiva dell'unità.

## Proprietà
I polinomi ciclotomici sono polinomi monici a coefficienti interi che sono irriducibili sul campo dei razionali. Eccetto per {\displaystyle n} uguale a 1 o 2, sono palindromi di grado pari.
Il grado di {\displaystyle \Phi _{n}}, ossia il numero di radici {\displaystyle n}-esime primitive dell'unità, è {\displaystyle \varphi (n)}, dove {\displaystyle \varphi } indica la funzione di Eulero.
Una relazione importante che lega i polinomi ciclotomici e le radici primitive dell'unità è
{\displaystyle \prod _{d\mid n}\Phi _{d}(z)=z^{n}-1}
mostrando che {\displaystyle z} è radice del polinomio se e solo se è una radice {\displaystyle d}-esima primitiva dell'unità per qualche {\displaystyle d} che divide {\displaystyle n}.
Applicando la formula di inversione di Möbius si ottiene
{\displaystyle \Phi _{n}(z)=\prod _{d\mid n}(z^{n/d}-1)^{\mu (d)}=\prod _{d\mid n}(z^{d}-1)^{\mu (n/d)},}
dove {\displaystyle \mu } è la funzione di Möbius.
Da questo risultato si ricava una relazione di ricorrenza per il polinomio ciclotomico {\displaystyle \Phi _{n}(z)}, che può essere calcolato dividendo {\displaystyle z^{n}-1} per i polinomi ciclotomici {\displaystyle \Phi _{d}(z)} con {\displaystyle d} divisore proprio di {\displaystyle n}, a partire da {\displaystyle \Phi _{1}(z)=z-1}:
{\displaystyle \Phi _{n}(z)={\frac {z^{n}-1}{\prod _{\stackrel {d\mid n}{d<n}}\Phi _{d}(z)}}.}
La formula offre un algoritmo per calcolare qualunque {\displaystyle \Phi _{n}(z)}, supponendo che siano disponibili la fattorizzazione intera e la divisione polinomiale. Molti sistemi di algebra computazionale, come Sage, Maple e Mathematica presentano funzioni interne per calcolare questi polinomi.

### Computazioni veloci
Usando la formula precedente, se {\displaystyle n=p} numero primo, allora
{\displaystyle \Phi _{p}(z)={\frac {z^{n}-1}{z-1}}=1+z+z^{2}+\cdots +z^{p-1}=\sum _{k=0}^{p-1}z^{k}.}
Sostituendo a {\displaystyle z} un qualunque numero naturale {\displaystyle n}, {\displaystyle \Phi _{p}(n)} è una repunit in base {\displaystyle n}: segue che se un repunit è un numero primo allora la sua lunghezza in cifre è un numero primo. In generale, i valori assunti dai polinomi ciclotomici sugli interi sono soggetti a numerose altre limitazioni; ad esempio, se {\displaystyle p} è primo e {\displaystyle d\mid \Phi _{p}}, allora {\displaystyle d\equiv 1{\pmod {p}}} oppure {\displaystyle d\equiv 0{\pmod {p}}}.
Altri casi particolari sono:
- {\displaystyle \Phi _{2n}(z)=\Phi _{n}(-z)}, per {\displaystyle n>1} dispari;
- {\displaystyle \Phi _{p^{r}}(z)=\Phi _{p}(z^{p^{r-1}})}, per {\displaystyle p} primo;
- {\displaystyle \Phi _{n}(z)=\Phi _{p_{1}\dots p_{s}}(z^{{p_{1}}^{r_{1}-1}\dots {p_{s}}^{r_{s}-1}})}, per {\displaystyle n=p_{1}^{r_{1}-1}\dots p_{s}^{r_{s}-1}} con fattori {\displaystyle p_{i}} distinti;
- {\displaystyle \Phi _{pn}(z)={\dfrac {\Phi _{n}(z^{p})}{\Phi _{n}(z)}}}, per un qualsiasi primo {\displaystyle p} tale che {\displaystyle p\nmid n}.[2]

### Interi che appaiono come coefficienti
Il problema di trovare la grandezza dei coefficienti dei polinomi ciclotomici è stato oggetto di molte pubblicazioni. 
Se {\displaystyle n} ha al massimo due fattori primi dispari distanti, allora Migottie e A. S. Bang hanno dimostrato che i coefficienti di {\displaystyle \Phi _{n}} appartengono all'insieme {\displaystyle \{-1,0,1\}}. Il primo polinomio il cui n è prodotto di tre diversi primi dispari è {\displaystyle \Phi _{105}}che ha coefficiente -2. L'inverso non è vero: {\displaystyle \Phi _{231}=\Phi _{3\cdot 7\cdot 11}}ha coefficienti solo in {\displaystyle \{-1,0,1\}},
Sia {\displaystyle A(n)} il massimo valore assoluto dei coefficienti di {\displaystyle \Phi _{n}(z)}. È noto che per ogni intero positivo {\displaystyle k}, il numero di {\displaystyle n} minori di {\displaystyle x} tali che {\displaystyle A(n)>n^{k}}è almeno {\displaystyle c(k)\cdot x} con {\displaystyle c(k)} positivo ed {\displaystyle x} sufficientemente grande. Nella direzione opposta, per ogni funzione {\displaystyle \Psi (n)} tendente a infinito, si ha {\displaystyle A(n)} limitata superiormente da {\displaystyle n^{\Psi (n)}}per quasi tutti gli {\displaystyle n}.
Un insieme di teoremi di Bateman e Vaughan affermano che:
- per ogni {\displaystyle \varepsilon >0} e per ogni {\displaystyle n} sufficientemente grande, {\displaystyle A(n)<\exp {\left(n^{\frac {\log(2+\varepsilon )}{\log \log n}}\right)}};
- per infiniti {\displaystyle n} positivi, {\displaystyle A(n)<\exp \left({n^{\frac {\log 2}{\log \log n}}}\right)}.

Questo implica che i polinomi a una variabile (concretamente {\displaystyle z^{n}-1} per infiniti {\displaystyle n} interi positivi) possono avere fattori (come {\displaystyle \Phi _{n}}) i cui coefficienti sono superpolinomialmente maggiori dei coefficienti originali, risultato non troppo distante dal più generale limite di Landau-Mignotte.

## Elenco di polinomi ciclotomici
I primi polinomi ciclotomici sono:
{\displaystyle {\begin{aligned}\Phi _{1}(z)&=z-1\\\Phi _{2}(z)&=z+1\\\Phi _{3}(z)&=z^{2}+z+1\\\Phi _{4}(z)&=z^{2}+1\\\Phi _{5}(z)&=z^{4}+z^{3}+z^{2}+z+1\\\Phi _{6}(z)&=z^{2}-z+1\\\Phi _{7}(z)&=z^{6}+z^{5}+z^{4}+z^{3}+z^{2}+z+1\\\Phi _{8}(z)&=z^{4}+1\\\Phi _{9}(z)&=z^{6}+z^{3}+1\end{aligned}}}
Sempre sui coefficienti dei polinomi ciclotomici, si dimostra per induzione che il termine noto di {\displaystyle \phi _{n}}, per ogni {\displaystyle n\neq 1}, è esattamente {\displaystyle 1}.